# Amaury Bellenger
Amaury Bellenger né le 14 août 1998, est un joueur de hockey sur gazon français,. Il évolue au poste de défenseur au Royal Uccle Sport, en Belgique et avec l'équipe nationale française. Il a subi une grave blessure au genou droit qui l'a empêché de participer à la Coupe du Monde 2023 en Inde.

## Carrière

### Championnat d'Europe
- Top 6 : 2021[5]
- Top 5 : 2023

### Hockey Series
- : 2018-2019[6]